# Sterrhochaeta pulchella
Sterrhochaeta pulchella là một loài bướm đêm trong họ Geometridae.